# Manuel Estrada Cabrera
Manuel José Estrada Cabrera (ur. 21 listopada 1857 w Quetzaltenango, zm. 24 września 1924 w Gwatemali) – gwatemalski polityk i prawnik, prezydent Gwatemali w okresie od 8 lutego 1898 do 15 kwietnia 1920 (do 2 października 1898 jako tymczasowy prezydent).

## Życiorys
Kształcił się w szkołach kościelnych. Przez pewien czas prowadził praktykę prawniczą w Gwatemali, następnie został powołany na stanowisko sędziego Sądu Najwyższego. W 1885 został wybrany do Kongresu. W 1892 objął tekę ministra spraw wewnętrznych i sprawiedliwości w rządzie prezydenta José Maríi Reiny Barriosa.
Estrada stanął na czele państwa po zabójstwie Reiny w 1898. Niezwłocznie po wyborze zmienił konstytucję, znosząc ograniczenia liczby kadencji prezydenta, co pozwoliło mu na reelekcje (zdobywał je czterokrotnie w sfałszowanych wyborach). Rządził jako dyktator, eliminując wywalczone w poprzednich latach swobody polityczne, korzystając z usług tajnej policji i wykorzystując wojsko do tłumienia protestów społecznych. Okres rządów Estrady cechował się z jednej strony korupcją i wyzyskiem ludności indiańskiej, pozbawionej ziemi i poddanej systemowi peonażu, a z drugiej stabilizacją wewnętrzną i umiarkowanym rozwojem gospodarczym kraju, budową szkół i poprawą zdrowotności mieszkańców. Śladem swych poprzedników, Estrada dążył do stworzenia oligarchii opartej na produkcji kawy, w której prym wiedli Niemcy. W 1901 Estrada powierzył amerykańskiej spółce United Fruit Company pieczę nad gwatemalską pocztą, a trzy lata później udzielił tej spółce koncesji na budowę linii kolejowej z Puerto Barrios do Gwatemali. Indyferentna postawa rządu wobec trzęsień ziemi, które nawiedziły stolicę na przełomie lat 1917 i 1918, doprowadziła do wzrostu niezadowolenia w społeczeństwie. Klasa średnia i liderzy Kościoła powołały Partię Unionistyczną, która domagała się dymisji Estrady. W 1920, po zabójstwie opozycyjnego parlamentarzysty, wybuchła rewolta, która uzyskała szerokie poparcie. W rezultacie Kongres uznał, że prezydent nie jest w pełni władz umysłowych i zmusił go do rezygnacji. Obalony dyktator został pozbawiony zdefraudowanego majątku i wtrącony do więzienia, gdzie zmarł.